# Nachal Malchata
Nachal Malchata (hebrejsky נחל מלחתה) je vádí v jižním Izraeli, v severní části Negevské pouště.
Začíná v nadmořské výšce okolo 600 metrů v kopcovité pouštní krajině poblíž hory Har Kina nedaleko jižního okraje města Arad a aradského letiště. Směřuje pak k západu mírněji členěnou planinou Bik'at Arad s rozptýleným beduínským osídlením. Východně od beduínského města Kesejfa se stáčí k jihozápadu, míjí beduínskou vesnici Abu Joda a dočasně vede podél dálnice číslo 80. Od východu zleva přijímá vádí Nachal Samar a Nachal Rechelim a poté se obrací opět k západu. Od jihu zleva přijímá vádí Nachal Masach. Vede podél severního okraje areálu letecké základny Nevatim, skrz kterou sem od jihovýchodu ústí ještě vádí Nachal Kitmit. Poblíž pahorku Tel Malchata ústí zleva do vádí Nachal Be'erševa.